# 漢民族主義
漢民族主義，中国汉族的一种民族主义主张，在清朝晚期時出現，主張推翻清朝，建立以漢族為中心的民族國家。當時面對列強的威脅，中國部分人出現了「亡國滅種」的危機感，加上不滿清廷的民族壓迫和民族歧視政策，將中國的危機歸咎於中國內部「異族」的統治。這些思想在20世紀初形成主張「驅除韃虜，恢復中華」的「革命黨」，在中華民國建立後則採用五族共和的方針。
在中華人民共和國建國後，在中華人民共和國憲法中明確反對漢民族主義，稱為大漢族主義。

## 概論
汉即中华，自古有之，尤以唐朝为盛，当时以著名诗人李白为首的大量民族主义诗歌如《胡无人》等非常流行，满清入关后，为了推翻清朝，重新建立為以漢族為中心的民族國家，汉民族主义思潮更加具体化。
满清一代，满洲贵族利用它的地位采取一些实际上只符合于贵族特殊利益的民族歧视政策，如剃发易服，压迫国内其他民族，主要是压制汉族。包括劳动人民、一些地主以及后来的资产阶级，他们的利益都在不同程度上受到这种民族歧视政策的损害。满清政权的建立，造成清代历史上连绵不断的反满斗争。
亦有說法認為古今中外的執政集團都不可能忽略其視為國本的執政基礎，清代的「首崇滿洲」與明朝的「首崇皇族」並無實質區別，清代旗漢被「圍牆」、「法律」、「社會緊張」和「自我認同」隔開，而明朝的統治集團一樣被「圍牆」與民眾隔開，且法律上擁有高度特權和限制，和民眾（如反明的李自成和張獻忠）有著殊死的緊張關係，同樣擁有強烈的自我認同，與清朝沒有分別 ，但有學者認為上述說法忽視了八旗具有的“民族性特征”，是走向了一种极端的說法。亦有說法認為因旗民地位的不平等在很大程度上表現為滿族與其他民族間的差異，於是成為製造民族歧視與矛盾的淵藪之一。
以孫中山、鄒容、章太炎為首的人士受到清朝長期的民族壓迫加上近現代民族主義思想影響，提出漢民族主義，以排滿為號召，希望建立以漢族為主體的國家。梁啟超等維新派人士，則提出中華民族主義，以「五族共和」為口號，希望保持原有清帝國的範圍，重新融合出中華民族，建立民族國家。五族共和的中華民國建立後，孫中山曾經提倡五族融合的說法，在1921年與1924年間的三民主義演講中，主張模仿美國，中華民國應以人口多數的漢族為中心，融合其他四族，五族共融形成一個新的民族。
在中華人民共和國改革開放之後，中国大陆互联网上出现了被称之为“皇汉”的新型汉民族主义者，在互联网之外也会聚集在线下举行汉民族英雄和历史事件的纪念活动，同时也有参与西塘汉服周、中国华服日等大型汉文化活动。这些汉民族主义者中的一批人则在网络上形成了反对针对汉族的计划生育政策，呼吁反對中国政府对汉族的歧视等不平等政策的舆论群体，這些群體在微博和微信等社交媒体平台上有少量的影响力。2008年，中華人民共和國史學家閻崇年，因為在電視上宣揚清朝與滿族事跡，被認為故意貶低漢族，在公開場合遭到掌摑。